# الحجب (شبوة)

تعديل مصدري - تعديل

الحجب هي إحدى قرى مديرية عين التابعة لمحافظة شبوة في الجمهورية اليمنية. يبلغ تعداد سكانها 1224 نسمة حسب الإحصاء الذي جرى عام 2004.